# Jacobus van Niftrik

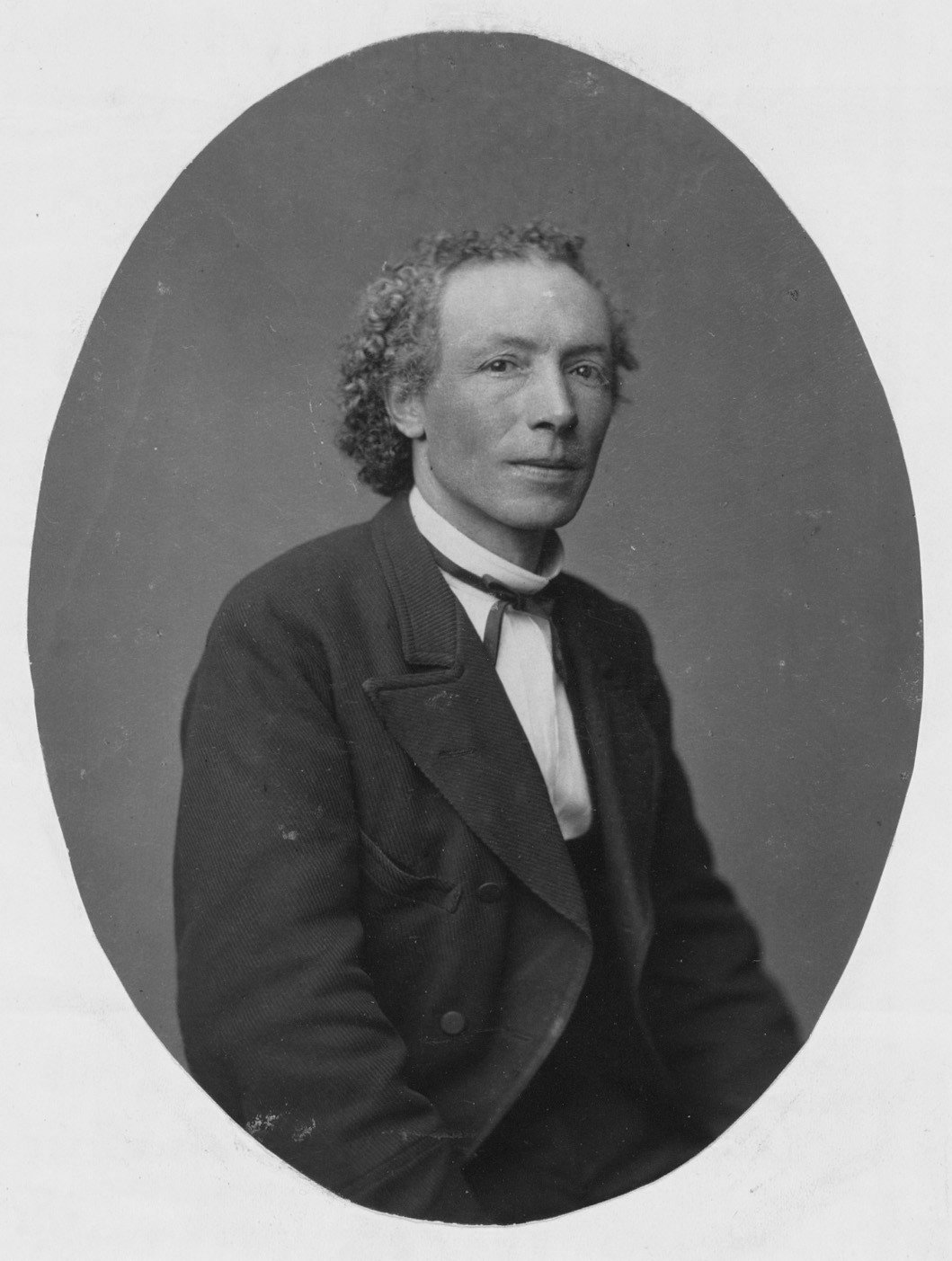
Jacobus Gerhardus van Niftrik (1877)

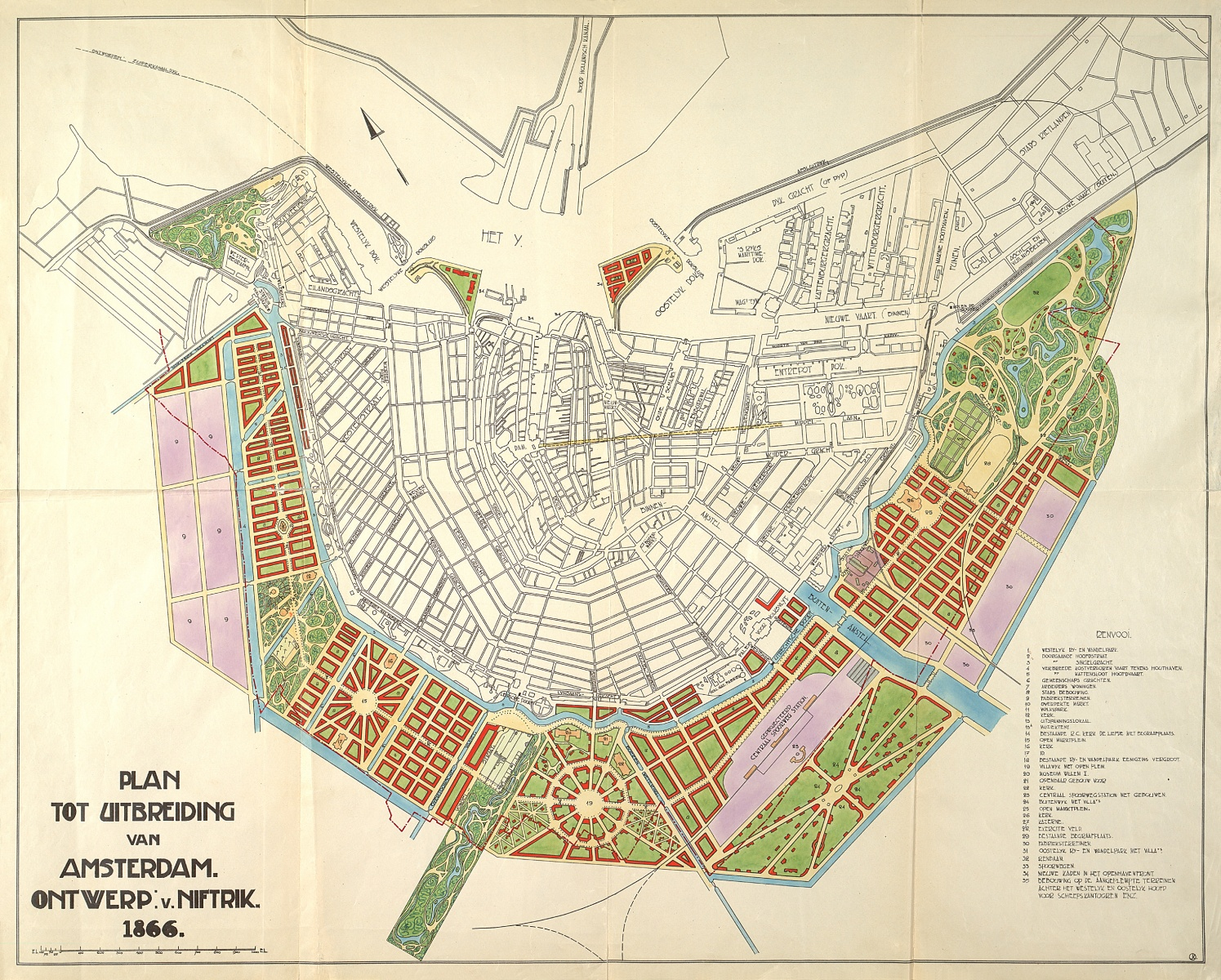
Het nooit uitgevoerde Plan-Van Niftrik voor de uitbreiding van Amsterdam (1867)

Jacobus Gerhardus van Niftrik (Nijmegen, 26 juni 1833 - Amsterdam, 26 oktober 1910) was een Nederlands ingenieur, voorzitter van de Maatschappij tot Bevordering der Bouwkunst en van 1864 tot 1901 stadsingenieur van Amsterdam.
Al op jonge leeftijd was Van Niftrik werkzaam bij Rijkswaterstaat, waar hij het zou brengen tot hoofdingenieur. In 1864 werd hij vervolgens benoemd tot hoofdingenieur van Amsterdam. Verschillende grote werken zijn in deze tijd gerealiseerd. Voorbeelden hiervan zijn het ontwerp van de Helmersbuurt, de Handelskade, Petroleum- en Houthaven, de sluis te Zeeburg en het Liernurstelsel. Zijn plan voor de uitbreiding van Amsterdam kreeg eveneens grote bekendheid. De gemeenteraad vond het echter te ingrijpend en te duur, en het is daarom nooit uitgevoerd. Nadat hij in 1901 zijn werk als stadsingenieur had neergelegd, was hij nog enkele jaren actief bij de ontwikkeling van verschillende waterstaatswerken.
Zie ook: 19e-eeuwse-gordel